# Pseudochirulus mayeri
Pseudochirulus mayeri är en pungdjursart som först beskrevs av Rothschild och Guy Dollman 1932. Pseudochirulus mayeri ingår i släktet Pseudochirulus och familjen ringsvanspungråttor. IUCN kategoriserar arten globalt som livskraftig. Inga underarter finns listade.

## Utseende
Pseudochirulus mayeri är med en absolut längd (inklusive svans) av 32 till 40 cm och en vikt mellan 115 och 206 g en av de minsta arterna i sitt släkte. Honor är allmänt lite större och tyngre än hanar. Däremot finns inga färgskillnader mellan hanar, honor och ungdjur. Pälsen består av en blågrå underull och av kanelbruna till mörkbruna täckhår. Under rörelsen är underullen ofta synlig. Vid bakfötterna är stortån motsättlig och den andra, tredje och fjärde tån sammanvuxna. Svansen används som gripverktyg och därför är den på undersidan naken.

## Utbredning och habitat
Pungdjuret förekommer i centrala Nya Guinea. Arten vistas där i bergstrakter som är 1 500 till 3 600 meter höga. Regionen är främst täckt av tropisk regnskog. Individerna vilar i bon av växtdelar.

## Ekologi
Individerna lever utanför fortplantningstiden ensam. De är aktiva på natten och klättrar främst i träd eller i skogens undervegetation. Boet skapas av mossa, lav och blad och placeras i någon förgrening. Där sover djuret på dagen eller det fallet i ett stelt tillstånd (torpor). Främst hanar, men även honor, markerar reviret med doftande sekret och med avföring.
Arten äter liksom sina närmaste släktingar blad från träd och från ormbunkar. I motsats till andra ringsvanspungråttor äter den även pollen och svampar. Enligt Nya Guineas ursprungsbefolkning ska även lav ingå i födan. För en bättre ämnesomsättning har Pseudochirulus mayeri en rik bakteriefauna i magsäcken. Dessutom är arten koprofag.
Honan kan bli under alla årstider brunstig men de flesta ungar föds i april och maj. Före parningen lever en hane och en eller några honor flera dagar tillsammans. Dräktigheten varar uppskattningsvis 9 till 13 dagar och sedan kravlar de underutvecklade ungarna till pungen (marsupium) och suger sig fast vid en spene. Honan har fyra spenar men vanligen föds bara en eller två ungar per kull. Ungarna stannar ungefär 120 dagar i pungen och de diar sin mor ytterligare 30 till 60 dagar. Pseudochirulus mayeri blir könsmogen ett år efter födelsen. Livslängden i naturen är ofta 4 eller 5 år.